# Mostela de Sibèria
La mostela de Sibèria (Mustela sibrica) és un carnívor de la família dels mustèlids. Viu a l'est d'Àsia, a altituds d'entre 1.400 i 1.700 metres. Fa uns 48-66 cm de llargada i pesa uns 57 grams. Neixen 2-12 cries després d'un període de gestació de 28-30 dies. Viu una mitjana de 2,1 anys.